# Laurent & Lewis
Laurent & Lewis is een duo van musici, bestaande uit Laurent Chambon en Lewis de Janeiro. De eerste is Fransman, de tweede Portugees-Amerikaan. Zij wonen in Nederland.
Hun muziek is een mix van pop-, house-, techno- en etnische muziek. Zij hebben met verschillende undergroundartiesten gewerkt, zoals de Butch Bitches (collectief met Aaron-Carl, La Chocha en DJ Bærtran) en de Amerikaanse artiesten als Aaron-Carl (Detroit) en Snax (Berlijn).
Bij het Amsterdam Dance Event 2007 werd 'Motion' tijdens de Demolition 2007-competitie gekozen als beste track door de DJ's Kevin Saunderson en Dave Clarke.
De officiële release, 'Überlove', is gepland in april-mei 2008, ondanks dat kopieën circuleren sinds maart. Gemixt in Amsterdam, in Parijs, in Detroit en in Noorwegen, het was gemasterd in Lappeenranta (Finland), de mekka van Noordelijke en Russische hardrock. Het boekje van de cd werd door Pierre Marly gemaakt, een Franse designer werkzaam in Reykjavik.
Laurent is sinds 2015 DJ als Laurent Outang en heeft ook als Tournedisk platen uitgebracht in samenwerking met Fusée Dorée, Monsieur B. of Toomoo.

## Discografie
- 'Monochrome' (in 'Fuwa Fuwa', Sweet Smelling Surfaces, Frankrijk en Japan 2005)
- 'Motion' (met Aaron-Carl, Cherry Juice Recordings, 12" vinyl, USA 2006)
- 'Just Want To Be Loved' (Cherry Juice Recordings, 12" vinyl, USA 2008)
- 'Überlove' (Cherry Juice Recordings, album CD 2008)
- 'Motion 日本版' (Cherry Juice Recordings 2008)
- 'One Street Further' (Cherry Juice Recordings 2008)
- 'Si tu m'aimes encore' (Cherry Juice Recordings 2008)
- 'Si tu m'aimes encore - Eddy de Clercq Re-Bleep' (Cherry Juice Recordings 2009)
- 'One For A Moment' (Cherry Juice Recordings 2010)
- 'Hear My Voice' (Cherry Juice Recordings 2022)

## Remixes
- 'Ramon' (Ma'Larsen, CD, France 2004)
- 'Shukran Bamba' (Youssou N'dour, Bootleg, 2005)
- 'Edna Bulgarska Roza' (Pacha Hristova, Bootleg, 2005)
- 'Party Spirit' (2 remixes, Linda Lamb, Sweet Smelling Surfaces, 2006)
- 'Travolta' (Ma'Larsen, CD, France 2006)
- 'Ouh Bébé' (Butch Bitches, Cherry Juice 2007)
- 'Rain' (Erica LaFay, Wallshaker 2009)
- 'Sea Sex & Sun' (Eddy de Clercq, Ubuntu 2009)